# Stechelina
Stechelina, stachelina, skalipłoń, chaberek (Staehelina L.) – rodzaj roślin z rodziny astrowatych. Należą do niego cztery gatunki. Zasięg rodzaju obejmuje basen Morza Śródziemnego – południową Europę od Portugalii po Grecję oraz północno-zachodnią Afrykę od Maroka po Tunezję.

## Morfologia
PokrójKarłowe, nieuzbrojone (pozbawione kolców) krzewy i półkrzewy.
LiścieRównowąskie do jajowatych, całobrzegie do ząbkowanych i pierzasto wcinanych. Z górnej strony ciemnozielone, od dołu gęsto, biało owłosione.
KwiatyZebrane w pojedynczy koszyczek lub częściej w liczne koszyczki tworzące baldachogroniasty kwiatostan złożony. Listki okrywy jajowate do lancetowatych, nagie lub pokryte krótkimi włoskami. Dno koszyczka z szerokimi u nasady łączącymi się łuskami. Korony białawe lub różowofioletowe, z bardzo długimi łatkami. Nitki pręcików nagie, u nasady z bardzo długimi przydatkami.
OwoceRównowąskopodługowate niełupki nagie lub pokryte łuseczkami. Puch kielichowy w postaci ości u nasady zrośniętych, na końcach pierzasto i włosowato zakończonych.

## Systematyka
Pozycja systematyczna
Rodzaj z podplemienia Carduinae, plemienia Cardueae i podrodziny Carduoideae w obrębie rodziny astrowatych Asteraceae. W niektórych ujęciach jest wyodrębniany do monotypowego podplemienia Staehelininae Garcia-Jacas & Susanna.
Wykaz gatunków
- Staehelina baetica DC.
- Staehelina dubia L.
- Staehelina petiolata (L.) Hilliard & B.L.Burtt
- Staehelina uniflosculosa Sm.